# Polen op het Europees kampioenschap voetbal 2008
Polen is een van de deelnemende landen op het Europees kampioenschap voetbal 2008 in Zwitserland en Oostenrijk. Het is de eerste deelname van dit land aan het EK. Wel was het team al zes keer aanwezig op een WK waaronder de twee meest recente edities in 2002 en 2006. De bondscoach is de Nederlander Leo Beenhakker die in Polen een nationale held is. Zo werd hij begin 2008 door de Poolse president Lech Kaczyński onderscheiden met de Orde Polonia Restituta in de rang van officier.

## Kwalificatie
Polen was een van de 52 leden van de UEFA die zich inschreef voor de kwalificatie voor het EK 2008. Twee van die leden, Zwitserland en Oostenrijk, waren als organiserende landen al geplaatst. Polen werd als nummer twee ingedeeld in groep A, samen met Portugal (uit pot 1), Servië (uit pot 3), België (uit pot 4), Finland (uit pot 5), Armenië (uit pot 6), Azerbeidzjan (uit pot 7) en Kazachstan (ook uit pot 7). De nummers 1 en 2 uit elke poule kwalificeerde zich direct voor het Europees Kampioenschap.
Polen begon slecht aan de kwalificatiereeks. De eerste wedstrijd ging thuis met 3-1 tegen Finland verloren. In de tweede wedstrijd, ook thuis, speelde het gelijk tegen Servië. De derde wedstrijd, uit tegen het zwakke Kazachstan, werd met slechts 0-1 gewonnen. Toen echter kwam de ommekeer. Een 2-1-overwinning thuis tegen het favoriete Portugal, gevolgd door nog eens vier overwinningen op rij. Een tegenvaller was het verlies in de uitwedstrijd tegen Armenië. Doordat de andere toppers in de groep, Portugal, Servië en Finland, regelmatig punten lieten liggen bleven de Polen in de race, maar men zag op tegen de zware reeks uitwedstrijden die nog zouden volgen tegen die drie toplanden. De uitwedstrijd tegen Portugal kende een voor de Polen gelukkig verloop. Twee minuten voor tijd zorgde een lucky shot van Jacek Krzynówek via de paal en de rug van doelman Ricardo voor de gelijkmaker. Een onterecht gelijkspel maar het Poolse team kreeg weer vertrouwen. Ook uit in Finland werd gelijk gespeeld en door puntverlies van de concurrenten werd al in de thuiswedstrijd tegen de Belgen de kwalificatie veilig gesteld. Uiteindelijk eindigde Polen als groepswinnaar met 1 punt voorsprong op Portugal.
Topscorer werd de in Nederland opgegroeide en bij Feyenoord spelende Euzebiusz Smolarek met 9 doelpunten.

### Kwalificatieduels
| 2 september 2006  | Polen        | 1 - 3 | Finland      |
| 6 september 2006  | Polen        | 1 - 1 | Servië       |
| 7 oktober 2006    | Kazachstan   | 0 - 1 | Polen        |
| 11 oktober 2006   | Polen        | 2 - 1 | Portugal     |
| 15 november 2006  | België       | 0 - 1 | Polen        |
| 24 maart 2007     | Polen        | 5 - 0 | Azerbeidzjan |
| 28 maart 2007     | Polen        | 1 - 0 | Armenië      |
| 2 juni 2007       | Azerbeidzjan | 1 - 3 | Polen        |
| 6 juni 2007       | Armenië      | 1 - 0 | Polen        |
| 8 september 2007  | Portugal     | 2 - 2 | Polen        |
| 12 september 2007 | Finland      | 0 - 0 | Polen        |
| 13 oktober 2007   | Polen        | 3 - 1 | Kazachstan   |
| 17 november 2007  | Polen        | 2 - 0 | België       |
| 21 november 2007  | Servië       | 2 - 2 | Polen        |

### Eindstand groep A
| Land         | Wed | Win | Gel | Ver | DV | DT | +/- | Pnt |
| ------------ | --- | --- | --- | --- | -- | -- | --- | --- |
| Polen        | 14  | 8   | 4   | 2   | 24 | 12 | 12  | 28  |
| Portugal     | 14  | 7   | 6   | 1   | 25 | 11 | 14  | 27  |
| Servië       | 14  | 6   | 6   | 2   | 23 | 12 | 11  | 24  |
| Finland      | 14  | 6   | 6   | 2   | 13 | 7  | 6   | 24  |
| België       | 14  | 5   | 3   | 6   | 14 | 16 | -2  | 18  |
| Kazachstan   | 14  | 2   | 4   | 8   | 11 | 21 | -10 | 10  |
| Armenië      | 12  | 2   | 3   | 7   | 4  | 13 | -9  | 9   |
| Azerbeidzjan | 12  | 1   | 2   | 9   | 6  | 28 | -22 | 5   |

## Wedstrijden op het Europees kampioenschap
Polen zat bij de loting op 2 december 2007 in pot 4 en werd ingedeeld in groep B waarin Oostenrijk groepshoofd was. In deze groep werden ook Kroatië (uit pot 2) en Duitsland (uit pot 3) toegevoegd.
Opvallend is dat net als twee jaar eerder op het WK 2006 Polen tegen het thuisland speelt en opnieuw met Duitsland in de groep zit.

### Groep B
| Land       | Wed | Win | Gel | Ver | DV | DT | +/− | Pnt |
| ---------- | --- | --- | --- | --- | -- | -- | --- | --- |
| Duitsland  | 1   | 1   | 0   | 0   | 2  | 0  | +2  | 3   |
| Kroatië    | 1   | 1   | 0   | 0   | 1  | 0  | +1  | 3   |
| Polen      | 1   | 0   | 0   | 1   | 0  | 1  | -1  | 0   |
| Oostenrijk | 1   | 0   | 0   | 1   | 0  | 2  | -2  | 0   |

### Wedstrijden
|                       |                                       |                    |       |                                                                                |
| 8 juni 2008 20:45 uur | Duitsland                             | 2 – 0              | Polen | Hypo-Arena, Klagenfurt Toeschouwers: 32.000 Scheidsrechter: Tom Henning Øvrebø |
| 8 juni 2008 20:45 uur | Lukas Podolski 20' Lukas Podolski 75' | (wedstrijdverslag) |       | Hypo-Arena, Klagenfurt Toeschouwers: 32.000 Scheidsrechter: Tom Henning Øvrebø |

|                        |                    |                    |                     |                                                                             |
| 12 juni 2008 20:45 uur | Oostenrijk         | 1 – 1              | Polen               | Ernst Happelstadion, Wenen Toeschouwers: 53.000 Scheidsrechter: Howard Webb |
| 12 juni 2008 20:45 uur | Ivica Vastić 90+3' | (wedstrijdverslag) | 30' Roger Guerreiro | Ernst Happelstadion, Wenen Toeschouwers: 53.000 Scheidsrechter: Howard Webb |

|                        |       |                    |                  |                                                                            |
| 16 juni 2008 20:45 uur | Polen | 0 – 1              | Kroatië          | Hypo-Arena, Klagenfurt Toeschouwers: 30.461 Scheidsrechter: Kyros Vassaras |
| 16 juni 2008 20:45 uur |       | (wedstrijdverslag) | 53' Ivan Klasnić | Hypo-Arena, Klagenfurt Toeschouwers: 30.461 Scheidsrechter: Kyros Vassaras |

## Selectie en statistieken
| No. | Naam                 | Club                | Positie      | W |   |   | D | A |   |   |   |
| --- | -------------------- | ------------------- | ------------ | - | - | - | - | - | - | - | - |
| 1   | Artur Boruc          | Celtic              | Doelman      | 3 | 0 | 0 | 0 | 0 | 0 | 0 | 0 |
| 2   | Mariusz Jop          | FK Moskou           | Verdediger   | 1 | 0 | 1 | 0 | 0 | 0 | 0 | 0 |
| 3   | Jakub Wawrzyniak     | Legia Warschau      | Verdediger   | 1 | 0 | 0 | 0 | 0 | 0 | 0 | 0 |
| 4   | Paweł Golański       | Steaua Boekarest    | Verdediger   | 2 | 1 | 1 | 0 | 0 | 0 | 0 | 0 |
| 5   | Dariusz Dudka        | Wisła Kraków        | Middenvelder | 3 | 0 | 0 | 0 | 0 | 0 | 0 | 0 |
| 6   | Jacek Bąk            | Austria Wien        | Verdediger   | 2 | 0 | 0 | 0 | 0 | 1 | 0 | 0 |
| 7   | Euzebiusz Smolarek   | Racing de Santander | aanvaller    | 3 | 1 | 0 | 0 | 0 | 1 | 0 | 0 |
| 8   | Jacek Krzynówek      | VfL Wolfsburg       | Middenvelder | 3 | 0 | 0 | 0 | 0 | 1 | 0 | 0 |
| 9   | Maciej Żurawski      | AE Larissa 1964     | aanvaller    | 1 | 0 | 1 | 0 | 0 | 0 | 0 | 0 |
| 10  | Łukasz Garguła       | GKS Bełchatów       | Middenvelder | 0 | 0 | 0 | 0 | 0 | 0 | 0 | 0 |
| 11  | Marek Saganowski     | Southampton         | aanvaller    | 3 | 1 | 2 | 0 | 0 | 0 | 0 | 0 |
| 12  | Wojciech Kowalewski1 | Korona Kielce       | Doelman      | 0 | 0 | 0 | 0 | 0 | 0 | 0 | 0 |
| 13  | Marcin Wasilewski    | RSC Anderlecht      | Verdediger   | 3 | 0 | 0 | 0 | 0 | 1 | 0 | 0 |
| 14  | Michał Żewłakow      | Olympiakos Piraeus  | Verdediger   | 3 | 0 | 0 | 0 | 0 | 0 | 0 | 0 |
| 15  | Michał Pazdan        | Górnik Zabrze       | Middenvelder | 0 | 0 | 0 | 0 | 0 | 0 | 0 | 0 |
| 16  | Łukasz Piszczek2     | Hertha BSC          | Middenvelder | 1 | 1 | 0 | 0 | 0 | 0 | 0 | 0 |
| 17  | Wojciech Łobodziński | Wisła Kraków        | aanvaller    | 3 | 1 | 2 | 0 | 0 | 0 | 0 | 0 |
| 18  | Mariusz Lewandowski  | Sjachtar Donetsk    | Middenvelder | 3 | 0 | 1 | 0 | 0 | 2 | 0 | 0 |
| 19  | Rafał Murawski       | Lech Poznań         | Middenvelder | 2 | 1 | 0 | 0 | 0 | 0 | 0 | 0 |
| 20  | Roger Guerreiro      | Legia Warschau      | Middenvelder | 3 | 1 | 1 | 1 | 0 | 0 | 0 | 0 |
| 21  | Tomasz Zahorski      | Górnik Zabrze       | aanvaller    | 1 | 1 | 0 | 0 | 0 | 1 | 0 | 0 |
| 22  | Łukasz Fabiański     | Arsenal FC          | Doelman      | 0 | 0 | 0 | 0 | 0 | 0 | 0 | 0 |
| 23  | Adam Kokoszka        | Wisła Kraków        | Verdediger   | 1 | 1 | 0 | 0 | 0 | 0 | 0 | 0 |

1Kowalewski vervangt Tomasz Kuszczak die op de dag voor het toernooi geblesseerd moest afhaken.
2Piszczek vervangt Jakub Błaszczykowski die vlak voor de start van het toernooi wegens een blessure moest afzeggen.
| W | Wedstrijden        |
|   | Invalbeurten       |
|   | Gewisseld          |
| D | Doelpunten         |
| A | Assists/Voorzetten |
|   | Gele kaarten       |
|   | 2 x geel = rood    |
|   | Rode kaarten       |

Groep A:  Zwitserland ·  Tsjechië ·  Portugal ·  Turkije
Groep B:  Oostenrijk ·  Kroatië ·  Duitsland ·  Polen
Groep C:  Roemenië ·  Frankrijk ·  Nederland ·  Italië
Groep D:  Spanje ·  Rusland ·  Griekenland ·  Zweden
Poolse voetbalbond · A-internationals · Selecties · Statistieken · Pools vrouwenelftal · Olympisch elftal · Polen U21 · Polen U20 · Polen U19 · Polen U18 · Polen U17 · Polen U16
1921 – 1929 ·
1930 – 1939 ·
1940 – 1949 ·
1950 – 1959 ·
1960 – 1969 ·
1970 – 1979 ·
1980 – 1989 ·
1990 – 1999 ·
2000 – 2009 ·
2010 – 2019 ·
2020 – 2029
EK 2008 · 
EK 2012 · 
EK 2016 · 
EK 2020
WK 1938 ·
WK 1974 ·
WK 1978 ·
WK 1982 ·
WK 1986 ·
WK 2002 ·
WK 2006 ·
WK 2018
OS 1924 ·
OS 1936 ·
OS 1972 ·
OS 1976 ·
OS 1992
1921 · 
1922 · 
1923 · 
1924 · 
1925 · 
1926 · 
1927 · 
1928 · 
1929 · 
1930 · 
1931 · 
1932 · 
1933 · 
1934 · 
1935 · 
1936 · 
1937 · 
1938 · 
1939 · 
1940–1946 · 
1947 · 
1948 · 
1949 · 
1950 · 
1951 · 
1952 · 
1953 · 
1954 · 
1955 · 
1956 · 
1957 · 
1958 · 
1959 · 
1960 · 
1961 · 
1962 · 
1963 · 
1964 · 
1965 · 
1966 · 
1967 · 
1968 · 
1969 · 
1970 · 
1971 · 
1972 · 
1973 · 
1974 · 
1975 · 
1976 · 
1977 · 
1978 · 
1979 · 
1980 · 
1981 · 
1982 · 
1983 · 
1984 · 
1985 · 
1986 · 
1987 · 
1988 · 
1989 · 
1990 · 
1991 · 
1992 · 
1993 · 
1994 · 
1995 · 
1996 · 
1997 · 
1998 · 
1999 · 
2000 · 
2001 · 
2002 · 
2003 · 
2004 · 
2005 · 
2006 · 
2007 · 
2008 · 
2009 · 
2010 · 
2011 · 
2012 · 
2013 · 
2014 ·
2015 ·
2016 ·
2017 ·
2018 ·
2019 ·
2020 ·
2021
Albanië ·
Algerije ·
Andorra ·
Argentinië ·
Armenië ·
Australië ·
Azerbeidzjan ·
België ·
Bolivia ·
Bosnië en Herzegovina ·
Brazilië ·
Bulgarije ·
Canada ·
Chili ·
China ·
Colombia ·
Costa Rica ·
Cyprus ·
DDR ·
Denemarken ·
Duitsland ·
Ecuador ·
Egypte ·
Engeland ·
Estland ·
Faeröer · 
Finland ·
Frankrijk ·
Georgië ·
Gibraltar ·
Griekenland ·
Guatemala ·
Haïti ·
Hongarije ·
Ierland ·
India ·
Irak ·
Iran ·
Israël ·
Italië ·
Ivoorkust ·
IJsland ·
Japan ·
Joegoslavië ·
Kameroen ·
Kazachstan ·
Koeweit ·
Kroatië ·
Letland ·
Libië ·
Liechtenstein ·
Litouwen ·
Luxemburg ·
Marokko ·
Malta ·
Mexico ·
Moldavië ·
Montenegro ·
Nederland ·
Nieuw-Zeeland ·
Nigeria ·
Noord-Ierland ·
Noord-Korea ·
Noord-Macedonië ·
Noorwegen ·
Oekraïne ·
Oostenrijk ·
Peru ·
Portugal ·
Roemenië ·
Rusland ·
San Marino ·
Saoedi-Arabië · 
Schotland ·
Senegal ·
Servië ·
Servië en Montenegro · 
Singapore ·
Slovenië ·
Slowakije ·
Sovjet-Unie ·
Spanje ·
Thailand · 
Tsjechië ·
Tsjecho-Slowakije ·
Tunesië ·
Turkije ·
Uruguay ·
Verenigde Arabische Emiraten ·
Verenigde Staten ·
Wales ·
Wit-Rusland ·
Zuid-Afrika ·
Zuid-Korea ·
Zweden ·
Zwitserland
België (1982) ·
Colombia (2018) ·
Costa Rica (2006) ·
Duitsland (2006) ·
Duitsland (2008) ·
Duitsland (2016) ·
Ecuador (2006) ·
Frankrijk (1982) ·
Frankrijk (2022) ·
Griekenland (2012) ·
Italië (1982, 1) ·
Italië (1982, 2) ·
Japan (2018) ·
Kameroen (1982) ·
Kroatië (2008) ·
Noord-Ierland (2016) ·
Oostenrijk (2008) ·
Peru (1982) ·
Rusland (2012) ·
Senegal (2018) ·
Slowakije (2021) ·
Sovjet-Unie (1982) ·
Spanje (2021) ·
Tsjechië (2012) ·
Zweden (2021)